# حسن شبانپور
حسن شبانپور (زادهٔ ۱۳۳۸ در مرودشت) نمایندهٔ حوزهٔ انتخابیهٔ مرودشت، ارسنجان و پاسارگاد در دورهٔ هشتم مجلس شورای اسلامی بوده‌است. وی پیش‌تر در دورهٔ ششم نیز عضو این مجلس بود.